# Joni Eareckson Tada
Joni Eareckson Tada (* 15. října 1949 Baltimore, Maryland, Spojené státy americké) je americká křesťanská spisovatelka a umělkyně, zakladatelka organizace Joni and friends, která se zaměřuje na křesťanskou pomoc postiženým.
Před sametovou revolucí vyšla v češtině v samizdatu její autobiografická kniha Joni, kde popisuje, jak se vyrovnávala s ochrnutím, které si přivodila skokem do vody. Následně v roce 1987 Československo navštívila.
Životní příběh Joni Eareckson Tada zpracoval do opery-melodramu o prologu a čtyřech jednáních český skladatel Ivan Kurz.